# Borislav Ćurčić
Borislav Ćurčić (in serbo Борислав Ћурчић?; 27 gennaio 1932 – Belgrado, 15 aprile 2015) è stato un cestista e allenatore di pallacanestro jugoslavo.

## Carriera
Con la Jugoslavia ha disputato i Campionati mondiali del 1954 e due edizioni dei Campionati europei (1953, 1955).

## Palmarès

### Giocatore
- YUBA liga: 6

Stella Rossa Belgrado: 1950, 1951, 1952, 1953, 1954, 1955